# آیانی
آیانی (به لاتین: Aiani) یک منطقهٔ مسکونی در یونان است که در شهرداری کوزانی واقع شده‌است.

## خواهرخوانده
شهر الکسیناک خواهرخواندهٔ آیانی هست.